# John Lydgate

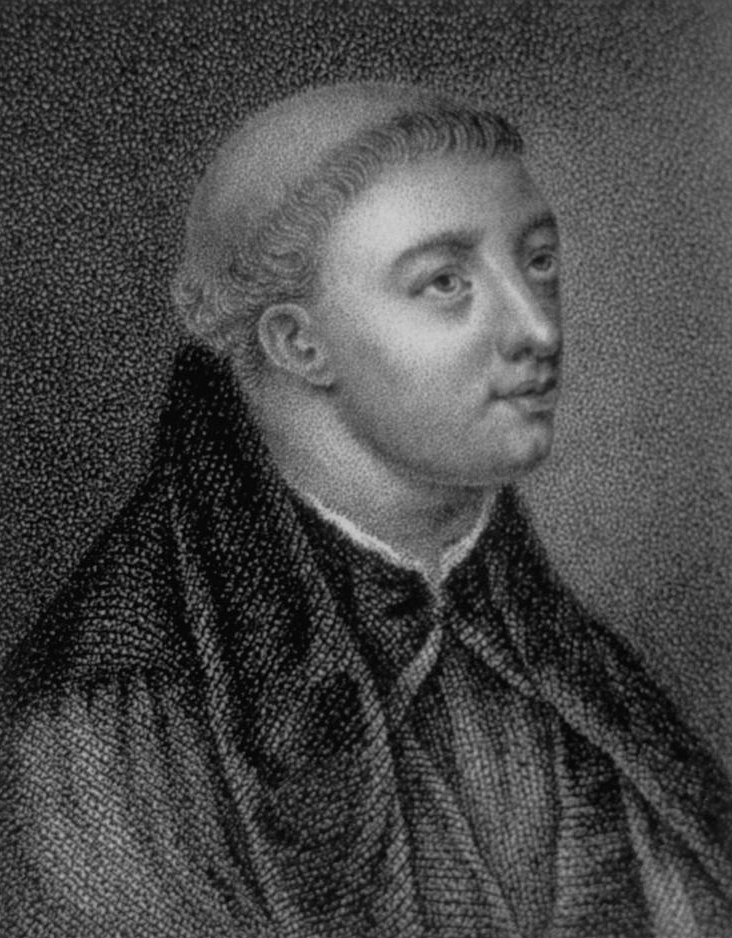
John Lydgate

John Lydgate (ca. 1370 – ca. 1450) was een Engels monnik en dichter, afkomstig uit Lydgate, nabij Newmarket in Suffolk.
Lydgate trad op 15-jarige leeftijd toe tot het Benedictijnerklooster van Bury St. Edmunds, waar hij een jaar later monnik werd. In 1397 werd hij tot priester gewijd. Over de daaropvolgende 18 jaar van zijn leven is weinig met zekerheid bekend. Hij zou zijn tijd hebben doorgebracht in Londen en Frankrijk. In 1415 was hij echter  erug in Bury St Edmunds. In 1421 verliet hij het klooster weer en werd prior van Hatfield Broad Oak in Essex. In 1431 keerde hij wederom terug naar Bury, waar hij zijn verdere leven zou blijven.
Lydgate had een grote interesse in literatuur en bewonderde het werk van Geoffrey Chaucer. Hij was bevriend met Chaucers zoon Thomas. Zelf schreef hij zeer veel: zijn werk telt in totaal ongeveer 150.000 verzen. Hij schreef ook met kennelijk gemak, genoot  de zekerheid van het kloosterleven en had als kloosterling toegang tot bibliotheken. Zijn werk werd in zijn tijd zeer gewaardeerd en werd lange tijd gelijk geacht aan dat van Chaucer. Hij kon rekenen op de steun en bescherming van diverse hooggeplaatsten, onder wie Humphrey van Gloucester, Hendrik V en Richard Neville, graaf van Salisbury. Latere critici oordeelden over zijn werk dat er zich weliswaar mooie poëzie  onder bevindt, maar dat de kwaliteit te lijden heeft onder de grote hoeveelheid van zijn verzen. 
Anderzijds wordt gesteld dat de grote productie in de periode voor de uitvinding van de boekdrukkunst ook zijn nut had voor de nodige verbreiding van kennis en van de voortgang van de literatuur in de relatief rustige periode tussen Chaucer en Spenser.
Lydgate schreef gedichten, fabels, romances en allegorieën, soms didactisch en moralistisch van toon. Tot zijn bekendste werken behoren:
- Troy Book, or the History, Siege and Destruction of Troy (1412-1421) naar 'Historia destructionis Troiae', een werk van de 13e-eeuwse Italiaanse schrijver Guido delle Colonne.
- The Siege of Thebes (1420), een Griekse tragedie met een proloog in de stijl van Chaucer.
- The Pilgrimage of the Life of Man (ca. 1426), een vertaling van een werk van de 14e-eeuwse Franse dichter Guillaume de Digulleville
- The Fall of Princes (1431–1438), een vertaling en uitbreiding van de Franse versie van 'De casibus virorum illustrium' van de Italiaanse schrijver Giovanni Boccaccio. Dit werk werd uitgegeven door Richard Tottel in Tottel's Miscellany.